# شهرستان وین (آیووا)
شهرستان وین، آیووا (به انگلیسی: Wayne County, Iowa) شهرستانی در ایالات متحده آمریکا است که در آیووا واقع شده‌است.

## خصوصیات
شهرستان وین ۱٬۳۶۴٫۹۳ کیلومترمربع مساحت دارد.